# Козяк, Бартош
Бартош Козяк (пол. Bartosz Koziak; род. 2 декабря 1980, Закопане) — польский виолончелист.
Начал учиться игре на скрипке в семилетнем возрасте. Продолжил образование в Кракове под руководством Казимежа Михалика, затем в Варшавской академии музыки, также у Михалика и его ассистента Анджея Бауэра. В 2001 году выиграл Международный конкурс виолончелистов имени Витольда Лютославского.
Концертировал в Германии, Чехии, Франции, Италии, во многих городах Польши. Участвовал в ряде музыкальных проектов Кшиштофа Пендерецкого, в том числе в первой записи Concerto grosso № 1 (для трёх виолончелей с оркестром) под управлением автора (2003). С 2007 года играет в составе фортепианного трио с Каей и Юстиной Данчовскими, записал с ними трио Георгия Катуара, с Юстиной Данчовской — сонаты Сезара Франка (аранжировка скрипичной сонаты) и Дмитрия Шостаковича.
С 2008 года ассистент в классе Анджея Бауэра в Академии музыки в Быдгоще.